# 리나 에스코
리나 에스코(Lina Esco, 1985년 5월 14일 ~ )는 미국의 배우, 텔레비전 배우, 모델, 영화배우이다.
마이애미에서 태어났다.

## 영화
- 풀 드레스 (2018년)
- 플레이크드 (2016년) - 카라 역
- 엑시트 스트래터지 (2015년)
- 가슴 노출을 허하라! (2014년)
- LOL (2012년)